# Światowa Rada Rękodzieła
Światowa Rada Rękodzieła (ang. World Crafts Council, WCC) – międzynarodowa organizacja non-profit, zajmująca się wspieraniem i popularyzacją rękodzieła, niesieniem pomocy jego twórcom i wykonawcom, organizowaniem wystaw i wymiany dzieł rękodzielniczych. Utrzymuje się ze składek organizacji członkowskich, darowizn i dotacji. Jest afiliowana przy UNESCO.
Organizacja została założona w Nowym Jorku w 1964 z inicjatywy Aileen Osborn Webb. Walne zgromadzenie członków odbywa się co dwa lata. Na siódmym walnym zgromadzeniu w Oaxtepec w 1976 w uchwalono utworzenie oddziałów regionalnych WCC, obejmujących odpowiednio Afrykę, Azję wraz z Australią i Oceanią, Europę, Amerykę Północną oraz Amerykę Łacińską.
Zarząd organizacji składa się z przewodniczącego, pięciu przewodniczących i pięciu wiceprzewodniczących oddziałów regionalnych, skarbnika, nominowanego i zatwierdzanego przez zarząd, oraz sekretarza, który jako sekretarz generalny organizacji kieruje jej bieżącymi pracami.
Członkowie WCC zaliczają się do pięciu kategorii podmiotów:
- National Entity – organizacja narodowa lub ciało urzędowe reprezentujące sprawy krajowego rękodzieła. Jedyny rodzaj członków dysponujący prawem głosu w ramach WCC. Dane państwo może posiadać maksymalnie dwóch reprezentantów z tej kategorii[4].
- National Associate Member – organizacja reprezentująca krajowe rękodzieło, bez prawa głosu w ramach WCC[4],
- International and Regional NGO Member – międzynarodowa lub regionalna organizacja pozarządowa związana z kwestiami rękodzieła[4],
- Individual Member – praktykujący wytwórca rękodzieła lub osoba wspierająca rozwój rękodzieła[4],
- Honorary Member – członek honorowy, przyjmowany z nominacji danej organizacji narodowej typu National Entity przez walne zgromadzenie członków[4].